# Rachael Blackmore
Rachael Blackmore (Killenaule, 11 luglio 1989) è una fantina irlandese.
È stata la prima donna a vincere il Grand National.